# 2000 في العراق
فيما يلي قوائم الأحداث التي وقعت خلال عام 2000 في العراق.

## أحداث
- 27 مارس – الانتخابات البرلمانية العراقية 2000

## مواليد

### يناير
- 1 يناير – بابكر زيباري
- 1 يناير – تمارا سلمان
- 1 يناير – جمال حسين علي
- 1 يناير – زكريا عبد الله مغني كردي عراقي.
- 1 يناير – سامية عزيز محمد خسرو
- 1 يناير – صابر عبد العزيز الدوري سياسي عراقي.
- 1 يناير – عباس فاضل
- 1 يناير – عدنان محمد حسب
- 1 يناير – محمد جاسم مهدي
- 1 يناير – هناء صادق كاتبة عراقية.
- 1 يناير – وليد خالد عفت لاعب كرة قدم عراقي.

### نوفمبر
- 22 نوفمبر – محمد داؤود لاعب كرة قدم عراقي.

## وفيات

### أبريل
- 8 أبريل – إبراهيم أحمد (مواليد 1914)